# Aarne Wuorimaa
Aarne Wuorimaa (teljes nevén: Aarne Artur Wuorimaa, 1906 előtti vezetékneve: Blomberg; Leivonmäki, 1892. február 8. – Helsinki 1975. július 5.) finn karrierdiplomata, 1940-től 1944-ig Finnország budapesti követségének vezetője.

## Pályafutása
Szülei evangélikus lelkészek voltak, apja, Artur Wuorimaa politikusként is ismert Finnországban. 1910-ben szerzett diplomát a Helsinki Egyetemen, majd 1916-ban filozófiából mestervizsgát tett.
1918-19-ben a Finn Légierőnél szolgált, majd 1919-től diplomáciai pályára lépett. 1920-ig Londonban szolgált, majd ugyanabban az évben a Vöröskeresztnél képviselte országát. 1922-től 1928-ig Párizsban volt beosztott diplomata, közben 1923 és 1925 között a Népszövetség genfi titkárságán is dolgozott. 1928 és 1933 között Finnország tallinni követe, majd 1933 és 1940 között Finnország berlini követségének vezetője volt.
Magyarországon 1940. július 8-án adta át megbízólevelét (akkreditálva volt Bulgáriába is). Követként aktívan figyelemmel kísérte az egyre fasizálódó magyar közéletet. Wuorimaa a Finn Agrárszövetség (ma: Centrumpárt) tagjaként liberális gondolkodó volt, és ekként komoly kritikát fogalmazott meg a magyar politikai elitről, de a társadalom mentalitásáról is. A revizionista nézetekkel nem tudott azonosulni, ahogy a magyarországi antiszemitizmussal sem. Zeneszerető emberként a Kelenhegyi úti nagykövetség épületébe több zenei ünnepséget fogadott be. 1944 nyarán Budapestet már bombatámadások érték, ezért a követséget Székesfehérvár közelébe költöztették, ám Wuorimaa a fővárosban, illetve a környékén maradt. 1944-ben véget ért a Finnország és Szovjetunió közti ún. folytatólagos háború, a békeszerződés értelmében Finnországnak szakítania kellett Németországgal és szövetségeseivel - így Magyarországgal is -, ezért 1944. szeptember 20-án a finn-magyar diplomáciai kapcsolatok megszakadtak, Aarne Wuorimaa október 14-én családjával együtt Bécsbe távozott.
Finnországba való hazatérését követően annak a bizottságnak a vezetője lett, amely a finnországi német vagyon átadását intézte a Szovjetunió számára. 1946-ban azonban kényszernyugdíjazták, de 1950-ben rehabilitálták, ezt követően visszatért a külügy szolgálatába. 1951 és 1959 között Finnország hágai követe volt, Portugáliában is akkreditálva.

## Művei
- Muistojeni Unkari (1947)
- Mitä on diplomatia (1949)
- Lähettiläänä Hitlerin Saksassa (1967)